# Alp (mytologie)
Alp je mytická bytost ve folklóru německy mluvících zemí se zlovolnou povahou, často splývající s noční můrou, ale také s upírem, inkubem, vlkodlakem, trpaslíkem, přízrakem, démonem nebo dvojníkem čarodějnice či spícího člověka. Zpravidla bývá chlupatý s planoucíma očima a bílou čapkou, a bere na sebe podobu různých zvířat jako psa, kočky, hada, ptáka, ale také například mlhy. Alp je zpravidla mužem, ale někdy také ženou. Alpové vznikají zpravidla z lidí narozených za zvláštních okolností – nekřtěnátek, při bolestivém porodu, brzy po smrti příbuzného, se zuby nebo například během hodiny duchů. Kromě výrazu alp jsou používána i další označení: ve Frísku Rittmeije „jezdec“ či Waldriderske „lesní jezdec“, ve Francích jako Trempe „šlapač“ a v Alsasku jako Lützelkäppe „nosící čapku obráceně“.
Alpové nejčastěji jednají jako můry – v podobě mlhy proniknou do domu oběti a sedí jí na hrudi takže ta nemůže dýchat a sají jí krev, během čehož jí způsobují zlé i erotické sny. Z tohoto důvodu se nočním můrám říká Alpdrücke „alpí tíže“. Také mohou napadat domácí zvířata, přičemž koně mohou osedlat a uštvat k smrti nebo jim zaplétat hřívu podobně jako domácí duchové. Podle Clauda Lecouteuxe byli alpové původně obdobou severský álfů, ale během christianizace byli démonizováni a splynuli s můrami. Jako ochrana před alpy bylo doporučováno uzmutí jeho čapky, která mu měla přinášet jeho nadlidské schopnosti, nakreslení hexagramu na čelo postele o Třech králích, pohřbení mrtvě narozeného dítěte pod práh domu nebo zpěv zvláštních písní.